# Rallisport Challenge 2
Rallisport Challenge 2 is een racespel, ontwikkeld door Digital Illusions CE. Het spel is in Europa op 21 mei 2004 uitgegeven door Microsoft Game Studios voor de Xbox.
Rallisport Challenge 2 is het vervolg van de platinum hit Rallisport Challenge. Rallisport Challenge 2 heeft meerdere andere toevoegingen gekregen, waaronder camerazicht vanuit de auto. Maar dingen zoals de totale paardenkracht en het aantal versnellingen van een auto zijn weg gehaald van het auto selectiescherm.
De auto's zijn opgesplitst in vijf categorieën. Binnen elke categorie vallen twee subcategorieën. De categorie "Classic" heeft dat echter niet. Elke auto heeft vier soorten kleurenpatronen om uit te kiezen. Het eerste kleurenpatroon is gegeven, maar de andere drie moeten vrijgespeeld worden. De speler moet 50, 140 en 500 km met elke auto rijden om de andere drie vrij te spelen.
Er zijn meerdere factoren die Rallisport Challenge onderscheidt van andere racespellen. Ten eerste hoeft men niet elke race binnen een level te winnen. Als de speler bij de eerste race als een van de laatste eindigt, maar bij de andere drie races als eerste eindigt heeft de speler alsnog gewonnen. Ook is het zo dat als de speler een race begint, men niet uit alle auto's kan kiezen, maar uit meestal één of twee categorieën.

## Auto's
Rally
De eerste categorie is Rally. Elk van deze auto's heeft 6 versnellingen en vierwielaandrijving. In singleplayer kunnen deze auto's gebruikt worden voor Rally en Crossover. Net zoals alle auto's kunnen ze voor elke racesoort gebruikt worden in multiplayer.
Rally 1
- Hyundai Accent Evo 3
- Škoda Octavia RS
- Mitsubishi Lancer Evolution VIII
- Seat Córdoba Evo 3

Rally 2
- Ford Focus Air Force Reserve
- Subaru Impreza WRX
- Peugeot 206
- Citroën Xsara T4

Groep B
De tweede categorie van auto's is de Groep B. Dit zijn heel snelle auto's, die snel accelereren en moeilijk onder controle te houden zijn. Deze auto's speelden in het echt in de Groep B races en werden gebruikt tot 1986.
Group B 1
- Renault 5 Turbo
- MG Metro 6R4
- Toyota Celica Twincam Turbo
- Lancia Rally 037

Group B 2
- Ford RS200
- Peugeot 205
- Lancia Delta S4
- Audi Sport Quattro S1

Iceracing
Nog een categorie is iceracing. De auto's worden, zoals de naam al zegt, gebruikt voor op een dikke laag ijs. Ze accelereren niet zo snel als een gewone rally auto, maar bereiken wel een topsnelheid van ongeveer 200 km/h.
Iceracing 1
- Toyota Corolla GT
- Renault Mégane V6
- Peugeot 306 Maxi
- Volkswagen Beetle RSi

Iceracing 2
- BMW 318ti Compact
- Ford Puma Evolution 4WDS
- Nissan Micra V6
- Opel Astra V6

Rallycross
Rallycross auto's worden gebruikt voor het racen op gesloten circuits met een hoge snelheid. Deze auto's hebben de snelste acceleratie, maar hebben in verhouding een veel lagere topsnelheid.
Rallycross 1
- Mitsubishi Lancer Evolution VI
- Hyundai Accent GT
- Ford RS200 Evo
- Volvo 240 Turbo

Rallycross 2
- Opel Astra T16
- Citroën Xsara T16
- Volvo S40 Evo
- Saab 9-3 Turbo

Hillclimb
De vijfde categorie is hillclimb. De auto's hebben extra paardenkracht zodat ze makkelijker op en/of af berghellingen komen. Hillclimb auto's zijn de snelste auto's met een topsnelheid van ongeveer 260 km/h. Het is best moeilijk om ze onder controle te houden maar zijn geschikt voor de meeste soorten rally's.
Hillclimb 1
- Mitsubishi Lancer Evolution 6.5 RS
- Peugeot 405 T16
- Subaru Impreza 22B STi
- Audi Quattro S1 Pikes Peak

Hillclimb 2
- Suzuki Grand Vitara
- Toyota Tacoma Pikes Peak
- Saab 9-3 Viggen
- Toyota Celica Pikes Peak

Classic
Als laatste hebben we classic. Deze auto's lijken heel erg op de auto's uit de Groep B, maar hun acceleratie is lager en ze zijn makkelijker te hanteren. Ook zijn deze auto's veel ouder.
- Ford GT 70
- Renault A110 Alpine
- Lancia Stratos HF